# Nathan Vecht
Nathan Vecht (Haarlem, 26 februari 1977) is een Nederlandse toneel- en scenarioschrijver.
Hij schreef toneelstukken voor onder meer mugmetdegoudentand, het Noord Nederlands Toneel en festival De Parade. Zijn werk is geselecteerd voor het Nederlands Theaterfestival en is uitgegeven door de Nieuwe Toneelbibliotheek en International Theatre & Film Books. Voor televisie schreef hij onder meer de comedyserie Missie Aarde en leverde hij tekstbijdragen voor Koefnoen.
Vecht maakte zijn debuut in het theater als cabaretier als helft van het cabaretduo Ruben & Nathan. In 2002 won het duo in het Nieuwe Luxor Theater in Rotterdam zowel de jury- als de publieksprijs op het Cameretten-festival. In september 2006 hield het duo op te bestaan. In 2007 maakte Vecht zijn debuut als toneelschrijver.

## Toneelstukken
- Onze Straat (2018), Het Nationale Theater
- Aquarium (2018), Hummelinck Stuurman Theaterbureau
- Gidsland (2017), mugmetdegoudentand, Colombina-nominatie Anniek Pheifer
- Kunsthart (2015), mugmetdegoudentand, selectie Nederlands Theater Festival 2015, Louis d'Or-nominatie Guy Clemens
- Een eerlijk mens (2013), mugmetdegoudentand, opening Nederlands Theater Festival 2013
- Don Juan (2012), Noord Nederlands Toneel, selectie Nederlands Theater Festival 2013
- Post (2011), Bellevue Lunchtheater
- God in Frankrijk (2010), De Parade
- Go Vote! (2009), De Parade
- Fietsen voor Malawi (2008), De Parade

## Musicals
- Selma Ann Louis (2018), De Theateralliantie
- In de ban van Broadway (2016), DeLaMar Theaterproducties, winnaar Musical Award voor Beste Script

## Televisiescenario
- Het jaar van Fortuyn (2022), AVROTROS
- Missie Aarde - seizoen 2 (2016), VPRO
- Missie Aarde - seizoen 1 (2015), VPRO, nominatie Zilveren Krulstaart voor beste televisiescenario
- Koefnoen (2011-2014), AVRO